# Край гибели
«Край гибели» (англ. Edge of Doom) — фильм нуар режиссёра Марка Робсона, вышедший на экраны в 1950 году.
Фильм рассказывает историю несчастного молодого парня в Нью-Йорке (Фарли Грейнджер), который, находясь в отчаянном положении из-за отсутствия средств на достойные похороны своей матери, в состоянии аффекта убивает настоятеля местной церкви, а затем под влиянием другого священника (Дэна Эндрюс) приходит к осознанию необходимости сознаться в преступлении и сдаться властям.
Наряду с такими картинами, как «Ангелы с грязными лицами» (1938) Майкла Кёртица и «Я исповедуюсь» (1953) Альфреда Хичкока фильм относится к редкому числу нуаров, главными действующими лицами которых являются священники. В фильме нуар «Бумеранг!» (1947), как и в этой картине, также убивают священника, а расследование ведёт персонаж, роль которого исполняет Дэна Эндрюс.

## Сюжет
К настоятелю одного из бедных приходов Нью-Йорка, отцу Роту (Дэна Эндрюс) доверительно обращается молодой священник из соседнего прихода. Он говорит, что хочет попросить церковное руководство перевести его на другое место службы, так как ему не удаётся установить контакт с прихожанами, и чувствует, что начинает терять веру в Бога. Чтобы морально поддержать его, отец Рот рассказывает историю молодого парня Мартина Линна (Фарли Грейнджер), который был ярым противником церкви, и нашёл свою веру только после того, как совершил преступление:
Мартин Линн трудолюбиво и честно работал водителем грузовичка и курьером в цветочном магазине. Однажды он попросил своего хозяина мистера Свонсона повысить ему зарплату, составлявшую 30 долларов в неделю, так как ему нужны деньги, чтобы перевезти свою больную мать в Аризону, где, как он полагает, ей станет лучше. Однако Свонсон в очередной раз отказывает ему, говоря, что у него маленький магазин и что дела идут не настолько хорошо, чтобы он мог повысить зарплату. Вернувшись в свою бедную комнату в многоквартирном доме, Мартин ухаживает за лежачей матерью и разговаривает с ней о её преданности церкви. Сам Мартин относится к церкви неприязненно. Несколько лет назад, когда Мартину было 13-14 лет, его пьющий отец ограбил магазин, и после задержания покончил жизнь самоубийством. Несмотря то, что его мать была верной прихожанкой, настоятель церкви отец Киркман (Гарольд Вермилья) отказался служить мессу на похоронах самоубийцы и не разрешил похоронить его на церковной земле. Мартин приходит на ужин к своей возлюбленной девушке Джули (Мала Пауэрс), на которой собирается жениться, как только накопит немного денег. Джули, которая работает лифтёршей, также любит его, и очень сожалеет, что из-за их занятости и болезни его матери они встречаются очень редко. Этот вечер они собираются провести вместе наедине дома у Джули, однако Мартину звонит соседка миссис Лолли (Джин Иннес), сообщая, что его матери стало хуже. Вернувшись домой, Мартин видит, что мать умирает. Вопреки сопротивлению Мартина, миссис Лолли звонит в местный приход, чтобы вызвать отца Рота, который является помощником настоятеля местной церкви отца Киркланда и духовником его матери. Пожилой отец Киркланд, беседующий с отцом Ротом, узнаёт, что его единственная племянница Рита (Джоан Эванс), о которой он по-отечески заботился и воспитывал в строгих христианских традициях, сбежала из дома вместе со своим возлюбленным. Киркланд просит отца Рота догнать её и уговорить вернуться домой. О себе Киркланд откровенно говорит, что давно потерял контакт с людьми и не может не только управлять приходом, но даже повлиять на поведение своей племянницы. А Рот, по его мнению, имеет подход к людям и способен наставлять их на путь истинный. После ухода отца Рота в доме Киркланда раздаётся звонок миссис Лолли, однако он сообщают ей, что отец Рот отбыл по другому вызову. Когда миссис Лолли возвращается в комнату больной, Мартин говорит ей, что его мать умерла. Он выходит из комнаты с намерением заняться организацией похорон. На лестнице его останавливает сосед, мелкий бандит по имени Крейг (Пол Стюарт), испытывающий серьёзные денежные проблемы, рассчитывает поживиться на несчастье Мартина. Он предлагает Мартину организовать похороны за счёт страховки, однако, узнав, что у Мартина нет ни денег, ни страховки на случай похорон, теряет к делу всякий интерес. Мартин идёт в церковь, а затем — в частные покои отца Киркланда. Встретившись со священником, Мартин говорит, что хочет организовать для матери шикарные похороны, которых, по его мнению, она достойна. Далее он говорит, что мать всегда была верной прихожанкой и отдавала церкви столько денег, сколько могла, и теперь, по его мнению, церковь должна отплатить ей, организовав богатые похороны. Отец Киркланд пытается объяснить парню, что приход очень беден и сможет покрыть расходы только скромных похорон. Он записывает в свой блокнот имя и адрес Мартина. Заметив, что после этих слов Мартин начинает заметно нервничать и терять рассудок, священник вызывает ему такси и даёт деньги на проезд. Однако Мартин окончательно теряет контроль над собой, он хватает со стола тяжёлое распятие и со всей силы бьёт отца Киркланда по голове. Тот падает и мгновенно умирает. На несколько минут Мартин сам теряет сознание, затем приходит в себя вырывает из блокнота листок со своим именем, стирает платком отпечатки пальцев с распятия и незаметно выходит из дома. На улице Мартин пытается быстро затеряться в толпе. Проходя мимо кинотеатра, он видит подъезжающие к нему полицейские автомобили, вызванные в связи ограблением кассы кинотеатра. Мартин быстро покидает это место и заходит в ближайшую закусочную, заказывая себе сытный обед, так как не ел весь день. Вскоре вслед за ним в закусочной появляются двое детективов, которые обратили внимание на странное поведение парня. Они жёстко с ним разговаривают и обыскивают его, находя записку с собственным именем и адресом. Мартин объясняет, что его странное поведение вызвано тем, что сегодня умерла его мать. Но когда он приводит детективов к себе домой, чтобы подтвердить свои слова, он обнаруживает, что тела матери дома нет, и миссис Лолли также отсутствует. Тем временем отец Рот привозит домой Риту, племянницу Киркмана. Зайдя в его кабинет, отец Рот обнаруживает тело убитого настоятеля, о чём немедленно сообщает в полицию. Рите он говорит, что теперь она полностью самостоятельна и может сама выбирать, как ей жить, хотя он по просьбе отца Киркланда будет помогать ей и дальше. Мартина доставляют в полицейский участок по обвинению в ограблении кинотеатра, где его допрашивает инспектор Мэндел (Роберт Кит). Вскоре в участке появляется отец Рот, который помогает полиции в делах по молодёжной преступности. Услышав обвинения в адрес Мартина, отец Рот вступается за парня, утверждая, что он честный молодой человек и не способен кого-либо ограбить. Инспектор Мэндел соглашается выпустить Мартина под поручительство отца Рота, говоря ему однако, что видит, что парень что-то скрывает. Отец Рот сажает Мартина в свой автомобиль, предлагая побеседовать о его делах в церкви. По дороге Мартин говорит, что он не верит церкви и отказывается от помощи. По подозрению в убийстве священника задерживают и помещают в камеру Крейга, который в своё время угрожал Киркману, когда тот требовал от него венчаться в церкви. Вернувшись в рабочий кабинет Киркмана, отец Рот случайно заштриховывает листок в календаре убитого священника, и на нём проступает отпечаток записи с именем и адресом Мартина, последнего лица, с которым встречался старый священник. Отец Рот приходит к выводу, что Мартин скорее всего убил Киркмана. Он решает попробовать уговорить Мартина сознаться в преступлении и тем самым успокоить свою метущуюся душу. Выйдя на свободу, Мартин направляется в цветочный магазин Свонсона, требуя от управляющего оформить похороны самыми лучшими и дорогими цветами. Когда тот отказывает, зная, что у парня нет на это денег, Мартин начинает агрессивно предъявлять претензии Свонсону, что приводит к тому, что управляющий увольняет его с работы. После этого Мартин приходит в похоронное бюро Мюррея, требуя от управляющего организовать его матери самые дорогие похороны. Первоначально ему выражают готовность сделать всё по высшему уровню, однако когда выясняется, что у Мартина нет денег для оплаты таких услуг, и кроме того, он потерял работу, управляющий бюро говорит, что сможет организовать только самые скромные похороны, и рекомендует Мартину обратиться за поддержкой к церкви. Мартин приходит домой к отцу Роту, однако не застаёт его дома. Пока он ожидает прихода священника, он случайно слышит, как домохозяйка разговаривает в прихожей с прихожанкой миссис Пирсон, которая сообщает, что видела убийцу. Домохозяйка рекомендует миссис Пирсон немедленно пойти в полицию и обо всё рассказать детективам. Мартин незаметно выходит из дома священника и преследует на тёмной улице миссис Пирсон, намереваясь её убить как опасного свидетеля, однако в последний момент что-то его останавливает, и он отказывается от своего замысла. Затем Мартин идёт к Джули, и говорит ей, что он больше не может с ней встречаться ради её же блага. Когда Мартин возвращается домой, к нему приходит отец Рот, прося его искать прощения в своём сердце. Во время полицейского опознания на месте преступления миссис Пирсон ошибочно указывает, что видела там Крейга, с которым действительно столкнулась в тот вечер на одной из тёмных улиц, но при этом не узнаёт Мартина. В участке Крейг утверждает, что никого не убивал, и в качестве алиби сознаётся в ограблении кинотеатра, которое произошло в то же самое время. Однако полиция ему не верит, подозревая, что он умышленно сознался в менее тяжком преступлении, чтобы отвезти от себя подозрение в убийстве. Мартина отпускают, но его мучает совесть и он не знает, что ему делать. Он проникает в похоронное бюро, где смотрит на свою мёртвую мать, положенную в гроб, и разговаривает с ней. Затем он приходит в церковь и сознаётся отцу Роту в убийстве, прося только об одном — о возможности принять участие в похоронах матери…
Отец Рот заканчивает свой рассказ словами, что триумф совести Мартина над его страхом — вот что дало Мартину понимание веры. Он говорит молодому священнику, что пишет Мартину в тюрьму, а Мартин верит, что вернётся в церковь и помолится у алтаря, где молился отец Киркман.

## В главных ролях
- Дэна Эндрюс — отец Томас Рот
- Фарли Грейнджер — Мартин Линн
- Джоан Эванс — Рита Конрой
- Мала Пауэрс — Джули
- Роберт Кит — лейтенант Мэндел
- Пол Стюарт — Крейг
- Адель Джергенс — Айрин, подруга Крейга
- Гарольд Вермилья — отец Киркман
- Джин Иннес — миссис Лолли
- Джон Риджли — 1-й детектив
- Дуглас Фоули — 2-й детектив
- Мэйбл Пейдж — миссис Пирсон
- Рэй Тил — Нед Мур
- Роберт Карнс — Джордж, священник (в титрах не указан)

## Создатели фильма и исполнители главных ролей
Перед тем как перейти к хитам-блокбастерам, таким как «Пейтон плейс» (1957) и «Долина кукол» (1967), режиссёр Марк Робсон был монтажёром и позднее режиссёром некоторых жутких, стильных фильмов в прославленном подразделении Вэла Льютона на студии RKO, таких как «Седьмая жертва» (1943), «Корабль-призрак» (1943), «Остров мёртвых» (1945) и «Бедлам» (1946). К числу его наиболее успешных работ относятся также нуаровые спортивные драмы «Чемпион» (1949) и «Тем тяжелее падение» (1956, как и этот фильм, он поставлен по сценарию Филиппа Йордана). Сценарий фильма написал Филип Йордан, который за свою длительную карьеру успел поработать с такими крупными режиссёрами, как Николас Рэй, Энтони Манн, Уильям Уайлер и другие. Наиболее заметными картинами по сценариям Йордана стали, в частности, нуары «Дом незнакомцев» (1949), «Детективная история» (1951) и «Большой ансамбль» (1955), а также вестерны «Джонни Гитара» (1954) и «Человек из Ларами» (1955). Как пишет Роб Никсон, «над сценарием также работали не указанные в титрах оскароносцы Чарльз Брэкетт (за фильм „Бульвар Сансет“ (1950)) и Бен Хехт (за фильм „Дурная слава“ (1946))».
Наиболее удачными фильмами с участием Фарли Грейнджера стали фильм нуар Николаса Рэя «Они живут по ночам» (1948), триллеры Альфреда Хичкока «Верёвка» (1948) и «Незнакомцы в поезде» (1951), а также историческая драма Лукино Висконти «Чувство» (1954). Дэна Эндрюс считается одной из звёзд жанра нуар. Он, в частности, сыграл главные роли в нуарах Отто Премингера — «Лора» (1944), «Падший ангел» (1945) и «Там, где кончается тротуар» (1950), Фрица Ланга — «Пока город спит» (1956) и «За пределами разумного сомнения» (1956), в нуаровой драме Элии Казана «Бумеранг!» (1947), а также в высоко ценимом нуаровом вестерне «Случай в Окс-Боу» (1943).
Операторскую работу выполнил Гарри Стрэдлинг-младший, по мнению Никсона, «один из лучших мастеров в своей области». Более всего он известен съёмкой богатых, крупнобюджетных мюзиклов, таких как «Парни и куколки» (1955), «Цыганка» (1962), но также и как человек, который создал характерный, запоминающийся облик таких картин, как «Трамвай „Желание“» (1951) и «Джонни Гитара» (1954).

## История создания фильма
По информации кинокритика Роба Никсона, продюсер Сэмюэл Голдвин купил права на книгу Лео Брэйди по просьбе своей жены. Она хотела, чтобы главную роль в фильме по этой книге сыграл молодой контрактный актёр независимой студии Фарли Грейнджер, которого она задумала превратить в большую звезду. Никсон продолжает: «В своей автобиографии Грейнджер написал, что его первоначальная увлечённость этим проектом вскоре полностью улетучилась, когда ему стало очевидно, что у создателей картины не было представления о том, как работать с этим материалом».
«На закрытых предварительных показах публика реагировала на фильм негативно. В попытке спасти картину режиссёр Марк Робсон полностью её перемонтировал, а Голдвин привлёк признанных сценаристов Бена Хехта и Чарльза Брэкетта, чтобы они дописали сцены для фильма, которые должны были перенести внимание зрителя с молодого парня-убийцы на хорошего священника». Бен Хехт дописал пролог и эпилог, а также расширил роль отца Рота. Однако, кинокритик Деннис Шварц считает, что «этот мрачный фильм стал бы интересней, если бы ушёл от святой, но неубедительной роли отца Рота, и больше следовал бы истории в том виде, как её написал Филип Йордан по роману Лео Брэйди». Как пишет Роб Никсон, «многие критики считают, что внесённые изменения не только не спасли картину, но и смягчили изначальную критическую направленность книги против организованной религии и снизили глубину анализа негативных последствий бедности».
Никсон далее пишет: «Грейнджер вспоминал, что „Голдвин ожидал, что я поеду в общенациональный рекламный тур этого фильма. Я никогда не пойму, зачем он подстёгивал эту мёртвую лошадь настолько долго, но я не хотел иметь с фильмом больше ничего общего. Я отказался принимать участие в рекламных мероприятиях. После очередной тирады о том, насколько я неблагодарен, я был снова отправлен в отставку“. Грейнджеру удался значительно лучше его следующий проект, который он сделал в аренде на студии „Уорнер бразерс“ — „Незнакомцы в поезде“ (1951) Альфреда Хичкока. По иронии судьбы, мастер саспенса затем снял картину „Я исповедуюсь“ (1953) о молодом священнике, ложно обвинённом в убийстве, который не может назвать имя настоящего преступника, поскольку этим раскроет тайну исповеди. Этот фильм принёс огромный кассовый успех».

## Оценка фильма критикой
В целом критика дала фильму умеренную оценку, отмечая его мрачный и безжалостный характер, однако подчёркивая, что он не смог в полном объёме реализовать свой потенциал. Сразу после выхода фильма журнал «Variety» дал фильму достаточно позитивный отзыв, назвав его «жестокой, безжалостной историей, очень необычной, которая даёт некоторое понимание того, что такое край гибели». Позднее Роб Никсон отметил, что «для фильма, который относительно забыт сегодня, „Край гибели“, определённо содержит впечатляющий набор достойных внимания элементов», при этом отметив, что «история действительно очень мрачная, даже для фильма нуар». Деннис Шварц написал, что «этот мрачный фильм нуар… имел потенциал для того, чтобы стать великолепным фильмом,… но из-за цензуры, которая была проклятием 1950-х годов,… история о хорошем и плохом священнике, к сожалению, превратилась в пустое торжество лицемерия». Крейг Батлер пришёл к заключению, что «это необычайно суровый фильм нуар,… который разочаровывает, так как мог бы стать по-настоящему исключительным фильмом, но остановился на том, что стал просто довольно хорошим… Фильму не удалось стать выдающимся, но он содержит более чем достаточно для того, чтобы считаться фильмом, обязательным для просмотра всеми поклонниками нуара».
Негативно оценивший фильм «TimeOut» назвал его «религиозной безделушкой с Грейнджером, упивающимся своей угрюмой истерикой в роли молодого человека, доведённого до убийства священника после того как его отца отказались хоронить по церковному обряду по причине его самоубийства, и он (герой Грейнджера) не может собрать денег (или уговорить церковь) похоронить его мать с соответствующей показной торжественностью». Далее журнал отмечает, что фильм «мог бы быть успешнее, если бы Голдвин на пригласил Бена Хехта, чтобы расширить роль Эндрюса (священника, который понимает, что Грейнджер совершил убийство, и пытается уговорить его избавиться от душевных мук путём признания). После того, как фильм был обременён прологом и эпилогом, в которых Эндрюс рассказывает историю молодому священнику с „сомнениями“ (таким путём укрепляя его веру, так же как в своё время это укрепило его веру, хотя почему это так — остаётся загадкой), всё в целом стало невероятно нравоучительно». Крейг Батлер также считает, что «главной проблемой фильма являются его пролог и эпилог, которые опоясывают фильм; они были написаны уже после того, как фильм был завершён и выпущен на экраны, и то, что они присоединены позже, очень чувствуется». Батлер далее отмечает, что «сценарий делает ещё несколько ошибок, смягчая конфликт и упрощая некоторые образы и мотивировки поступков; но на это можно было бы и не обратить внимания, если бы открывающий и завершающий эпизоды не были силой вставлены в фильм». Тем не менее Батлер пишет, что «несмотря на эти недостатки, фильм довольно силён по воздействию и местами поразительно мощен, особенно, когда его социальная направленность сплетается с сюжетом, и они вместе набирают хороший ход».
Журнал «Variety» отмечает, что «сюжет фильма по роману Лео Брэйди построен вокруг одной линии, которой следует без отклонений,… фильм сыгран на пределе актёрским составом и сильно поставлен Марком Робсоном». Батлер дополняет: «Марк Робсон ставит основной массив истории с мастерством и точностью, чему во многом способствует неотразимая и захватывающся операторская работа Гарри Стрэндлинга», при этом замечая, что «фильм был бы ещё лучше, если бы Фарли Грейнджер и Дэна Эндрюс сыграли сильнее; они оба хороши, но от них можно было бы ожидать большей глубины». При этом «к счастью, отлично сыграли свои роли второго плана Роберт Кит и Пол Стюарт».